# Claudius Pläging
Claudius Pläging (* 14. November 1975 in Wiesbaden) ist ein deutscher Autor und Stand-up-Comedian.

## Werdegang
Nach seinem Abitur an der Diltheyschule in Wiesbaden und dem Studium der Politikwissenschaften in Mainz arbeitete Pläging bei der Fernsehproduktionsfirma Brainpool in Köln als Autor für TV total, Schlag den Raab und Ladykracher. Seit 2016 schreibt er Drehbücher, unter anderem für die Kino-Reihe Der Vorname, Der Nachname und Der Spitzname sowie Catweazle und die Serien Pastewka und Perfekt Verpasst. Außerdem ist er Head Writer und Autor verschiedener Sendungen mit Carolin Kebekus, Olli Dittrich, Maren Kroymann, Teddy Teclebrhan und Martina Hill. 2021 und 2025 wurde er mit dem Grimme-Preis ausgezeichnet. Seit 2023 tritt er als Stand-up-Comedian auf. Pläging hat bisher drei Romane veröffentlicht. Er lebt und arbeitet in Köln und Hamburg, ist verheiratet und hat zwei Söhne.

## Filmografie (Auswahl)
- 2002–2015: TV total
- 2006–2015: Schlag den Raab
- 2012: Ladykracher
- 2016–2019: Sketch History
- 2017–2019: Pussy Terror TV
- seit 2013: TV-Zyklus mit Olli Dittrich
- seit 2015: Dittsche – Das wirklich wahre Leben
- 2017: Schatz, nimm du sie!
- 2018: Der Vorname
- 2018: Der Nesthocker
- 2018–2020: Die Martina Hill Show
- 2019: Pastewka
- 2020–2021: Kroymann
- 2020: Unter Freunden stirbt man nicht
- seit 2020: Die Carolin Kebekus Show
- seit 2021: LOL: Last One Laughing
- 2021: Catweazle
- 2022: Die Geschichte der Menschheit – leicht gekürzt
- 2022: Der Nachname
- seit 2022: Kurzschluss – Silvester für Zwei (Kurzfilmreihe)
  - 2022: Kurzschluss
  - 2023: Der zweite Kurzschluss
  - 2024: Kurzschluss hoch drei
- 2024: Spieleabend
- 2024: Perfekt Verpasst
- 2024: Der Spitzname
- 2025: Ghosts

## Buchveröffentlichungen
- Häkchen-Harakiri. Periplaneta, Berlin 2011, ISBN 978-3-940767-66-0.
- Not am Mann. Aufbau Taschenbuch, Berlin 2013, ISBN 978-3-7466-2978-0.
- Meer geht nicht. Knaur TB, München 2016, ISBN 978-3-426-51731-4.